# Valentina pirata
Valentina pirata è la ventitreesima storia a fumetti di Valentina, celebre personaggio creato da Guido Crepax. Come altre storie dello stesso periodo, si tratta di una serie di sogni e fantasie, questa volta  incentrate su L'astronave pirata, libro a fumetti di fantascienza realizzato da Crepax nel 1967.

## Trama
La storia inizia con Valentina che legge a Mattia L'astronave pirata. Una volta concluso il libro, Mattia chiede una continuazione e Valentina lo invita a sognarla.

### Primo sogno
Nel sogno di Mattia, l'equipaggio di pirati spaziali, di ritorno alla base Centauro, si imbatte in un cavallo fluttuante nello spazio. Nave e cavallo vengono risucchiati nel cratere di una luna cava, dove incontrano Valentina. Lei spiega di essere in fuga dalle lanzichenecche di Mercurio. Vengono attaccati e Valentina, recuperato il cavallo Potëmkin, cattura una delle lanzichenecche, Sud Carolina. L'altra, Nord Carolina, chiama rinforzi: un astrocarro terrestre fa sbarcare gendarmi giovesiani. Valentina e Potëmkin li eliminano (rivelando che sono armature vuote animate da robot), mentre Nord Carolina cerca di impadronirsi della navicella pirata. Al risveglio, Mattia racconta il suo sogno alla madre.

### Secondo sogno
La notte seguente, la storia continua nel sogno di Valentina. La navicella pirata parte, lasciando Valentina e Drake a terra, mentre Nord Carolina si è moltiplicata in tre cloni. Valentina e Drake entrano nel relitto dell'astrocarro e trovano Jenny e Armstrong alle prese con uno scarabeo rinoceronte gigante. Valentina cerca la sua spada elettrica e si imbatte in un'Altissima Magistrata, inviata a risolvere le controversie, ma che si rivela inconcludente. Tornata dagli altri, Valentina uccide l'insetto. Subito dopo, la Magistrata (anche lei un robot) spara a Jenny e Drake, accusandoli di sabotaggio burocratico e uccidendoli. Valentina e Armstrong fuggono a cavallo di Potëmkin.

### Terzo sogno
A questo punto, Valentina invita anche Philip a continuare la storia. Valentina e Armstrong incontrano Mahagonny, una prostituta che viaggia su un letto a razzi e a cui Armstrong deve dei soldi, che li attacca con una cerbottana avvelenata. Armstrong viene colpito e cade da cavallo. La navicella pirata interviene, travolgendo il letto volante, ma Valentina trova due pirati morti al suo interno. Rimasti soli e senza carburante, Valentina e Potëmkin precipitano su un pianeta deserto, dove vengono uccisi da un serpente a sonagli.
Infine, Valentina e Philip ammettono di essere troppo vecchi per le avventure e dichiarano la fine della storia.

## Pubblicazioni
- alterlinus ottobre 1976 / luglio 1979[1][2][3][4][5]
- Milano Libri (Valentina pirata) aprile 1980
- RCS (Volume 18) 2007
- Mondadori (Volume 8) 2015
- Feltrinelli (Valentina pirata) 2025